# Eddy Vanhaerens
Eddy Vanhaerens (Torhout, 23 de febrer de 1954) és un ciclista belga, ja retirat, que fou professional entre 1977 i 1988. En el seu palmarès destaquen dues victòries d'etapa a la Volta a Espanya de 1982 i dues més a la Volta a Catalunya, el 1977 i 1984. També va guanyar la classificació final de curses com el Gran Premi de Denain i el Circuit de Houtland.

## Palmarès
- 1975
  - Vencedor de 2 etapes a la Volta a Limburg amateur
- 1977
  - Vencedor d'una etapa de la Volta a Catalunya
- 1978
  - 1r al Circuit del Brabant occidental
- 1980
  - Vencedor d'una etapa dels Quatre dies de Dunkerque
- 1982
  - 1r al Gran Premi de Denain
  - 1r al Circuit de Houtland
  - Vencedor de 2 etapes de la Volta a Espanya
  - Vencedor d'una etapa de la Volta als Països Baixos
  - Vencedor de 3 etapes de la Volta a Aragó
- 1983
  - 1r a la Gullegem Koerse
  - Vencedor de 2 etapes de la Volta a Aragó
- 1984
  - Vencedor d'una etapa de la Volta a Catalunya
- 1985
  - 1r a la Brussel·les-Ingooigem
  - 1r al Campionat de Flandes
- 1986
  - Vencedor d'una etapa de la Volta a Dinamarca

### Resultats a la Volta a Espanya
- 1979. Abandona (4a etapa)
- 1982. 47è de la classificació general. Vencedor de 2 etapes
- 1984. 81è de la classificació general
- 1988. 114è de la classificació general

### Resultats al Giro d'Itàlia
- 1980. Abandona